# Karolina Sztokfisz
Karolina Sztokfisz (ur. 15 lutego 1989 w Zakopanem) – polska snowboardzistka specjalizująca się w slalomie równoległym i slalomie gigancie równoległym. Olimpijka z Soczi 2014 i Pjongczangu 2018. Brązowa medalistka w olimpijskim PGS Mistrzostw Świata Juniorów w Bad Gastein 2007 co określane jest mianem jednego z najlepszych wyników polskiego snowboardu. Wieloletnia i aktualna reprezentantka kraju. Od 2003 roku reprezentantka klubu AZS Zakopane. Na co dzień mieszkanka Bukowiny Tatrzańskiej i Tarnowa. Absolwentka Zespołu Szkół Mistrzostwa Sportowego w Zakopanem. W 2013 roku obroniła tytuł Ratownika Medycznego na Podhalańskiej Państwowej Szkole Zawodowej w Nowym Targu, a w 2014 roku tytuł magistra na Uniwersytecie Pedagogicznym z zakresu Bezpieczeństwa Wewnętrznego.

## Przebieg kariery sportowej
- Aktualna klasa sportowa: M (Mistrzowska)
- Od roku 2005 do chwili obecnej: członkini Kadry Narodowej w Snowboardzie
- Od roku 2003 do chwili obecnej członek KS AZS w Zakopanem
- Od roku 2007 do chwili obecnej Mistrzyni Polski Seniorów
- Trener indywidualny: Piotr Skowroński
- Trener klubowy: Michał Sitarz
- Reprezentantka Polski na Zimowych Igrzyskach Olimpijskich Soczi 2014.

## Sukcesy

### Mistrzostwa Świata
| Miejsce | Dzień       | Rok  | Miejscowość | Konkurencja       | Zwycięzca                 |
| ------- | ----------- | ---- | ----------- | ----------------- | ------------------------- |
| 37.     | 16 stycznia | 2007 | Arosa       | Gigant równoległy | Jekatierina Tudiegieszewa |
| DSQ     | 17 stycznia | 2007 | Arosa       | Slalom równoległy | Heidi Neururer            |
| 15.     | 20 stycznia | 2009 | Kangwŏn     | Gigant równoległy | Marion Kreiner            |
| 17.     | 21 stycznia | 2009 | Kangwŏn     | Slalom równoległy | Fränzi Mägert-Kohli       |

### Puchar Świata
| Miejsce | Dzień       | Rok  | Miejscowość           | Konkurencja       | Zwycięzca       |
| ------- | ----------- | ---- | --------------------- | ----------------- | --------------- |
| 12.     | 12 stycznia | 2014 | Bad Gastein           | Slalom równoległy | KUMMER Patrizia |
| 15.     | 18 stycznia | 2014 | Słowenia – Rogla      | Gigant równoległy | LEDECKA Ester   |
| 22.     | 14 lutego   | 2013 | Sochi                 | Gigant równoległy | Marion Kreiner  |
| 22.     | 16 marca    | 2013 | Hiszpania – La Molina | Gigant równoległy | KARSTENS Anke   |

#### Miejsca na podium
Sztokfisz nigdy nie stawała na podium zawodów PŚ.

### Mistrzostwa Polski Seniorów
| Miejsce | Dzień    | Rok  | Miejscowość       | Konkurencja       |  |
| ------- | -------- | ---- | ----------------- | ----------------- |  |
| 1.      | 12 marca | 2014 | Białka Tatrzańska | Slalom równoległy |  |
| 1.      | 13 marca | 2014 | Białka Tatrzańska | Gigant równoległy |  |
| 1.      | 5 marca  | 2013 | Jurgów            | Gigant równoległy |  |
| 1.      | 6 marca  | 2013 | Jurgów            | Gigant równoległy |  |

### Najważniejsze osiągnięcia sportowe w całej karierze

#### Sezon 2013/2014
- 1. miejsce Mistrzostwa Polski Seniorów PGS
- 1. miejsce Mistrzostwa Polski Seniorów PSL
- 25. miejsce Zimowe Igrzyska Olimpijskie – Soczi (RUS) PSL
- 28. miejsce Zimowe Igrzyska Olimpijskie – Soczi (RUS) PGS
- 12. miejsce Puchar Świata Seniorów – Bad Gastein (AUT) PSL
- 15. miejsce Puchar Świata Seniorów – Rogla (SLO) PGS
- 22. miejsce Puchar Świata Seniorów – Bad Gastein (AUT) PSL
- 6. miejsce Zimowa Uniwersjada (ITA) – PGS

#### Sezon 2012/2013
- 1. miejsce Mistrzostwa Polski Seniorów PGS
- 1. miejsce Mistrzostwa Polski Seniorów PSL
- 3. miejsce Mistrzostwa Włoch PSL
- 5. miejsce Mistrzostwa Włoch PGS
- 22. miejsce Puchar Świata La Molina (SPA) PGS
- 22. miejsce Puchar Świata Sochi (RUS) PGS
- 26. miejsce Puchar Świata Moskwa (RUS) PSL
- 26. miejsce Puchar Świata Bad Gastain (AUT) PSL

#### Sezon 2011/2012
- 1. miejsce Mistrzostwa Polski Seniorów PGS (POL)
- 1. miejsce Mistrzostwa Polski Seniorów PSL (POL)
- 2. miejsce zawody FIS PGS (AUT)
- 8. miejsce Puchar Europy PGS (SVK)
- 6. miejsce Puchar Europy PGS (RUS)
- 3. miejsce Puchar Europy PSL (RUS)
- 6. miejsce Puchar Europy PGS (SLO)
- 4. miejsce Puchar Europy PGS (SLO)

#### Sezon 2009/2010
- 3. miejsce – Uniwersjada (Chiny)
- 1. miejsce – Mistrzostwa Polski Seniorów PSL
- 5. miejsce – Puchar Kontynentalny PGS (USA)
- 12. miejsce – Puchar Kontynentalny PGS (USA)
- 18. miejsce – Puchar Kontynentalny PGS (USA)
- 28. miejsce – Puchar Świata PGS (USA)

#### Sezon 2008/2009
- 1. miejsce – Mistrzostwa Polski Seniorów PSL
- 1. miejsce – Mistrzostwa Polski Seniorów PGS
- 4. miejsce – Mistrzostwa Świata Juniorów PGS (JPN)
- 7. miejsce – Mistrzostwa Świata Juniorów PSL (JPN)
- 17. miejsce – Mistrzostwa Świata Seniorów PSL (KOR)
- 15. miejsce – Mistrzostwa Świata Seniorów PGS (KOR)
- 3. miejsce – Zawody FIS PGS (ITA)
- 21. miejsce – Puchar Świata Seniorów PSL (NED)
- 28. miejsce – Puchar Świata Seniorów PGS (ITA)
- 28. miejsce – Puchar Świata Seniorów PGS (AUT)

#### Sezon 2007/2008
- 3. miejsce – Puchar Kontynentalny PGS (USA)
- 1. miejsce – Mistrzostwa Polski Seniorów PSL
- 1. miejsce – Mistrzostwa Polski Seniorów PGS
- 4. miejsce – Mistrzostwa Świata Juniorów (ITA)
- 1. miejsce – Zawody FIS PGS (GER)
- 1. miejsce – Zawody FIS PSL (NED)
- 1. miejsce – Mistrzostwa Polski Juniorów PSL
- 16. miejsce – Puchar Świata Seniorów PGS (SPA)
- 19. miejsce – Puchar Świata Seniorów PGS (JPN)
- 30. miejsce – Puchar Świata Seniorów PGS (USA)

#### Sezon 2006/2007
- 3. miejsce – Mistrzostwa Świata Juniorów PGS (AUT)
- 3. miejsce – Puchar Europy Seniorów PGS (SVK)
- 7. miejsce – Puchar Europy Seniorów PSL (RUS)
- 9. miejsce – Puchar Europy Seniorów PSL (SUI)
- 16. miejsce – Puchar Świata Seniorów PSL (AUT)
- 1. miejsce – Mistrzostwa Polski Seniorów PSL
- 2. miejsce – Mistrzostwa Polski Seniorów PGS
- 1. miejsce – Mistrzostwa Polski Juniorów PGS
- 1. miejsce – Mistrzostwa Polski Juniorów PSL

#### Sezon 2005/2006
- 5. miejsce Mistrzostwa Świata Juniorów PGS (RUS)
- 4. miejsce – Puchar Europy Seniorów PSL (RUS)
- 6. miejsce – Puchar Europy Seniorów PGS (SVK)
- 18. miejsce – Puchar Świata Seniorów PGS (USA)
- 2. miejsce – Mistrzostwa Polski Seniorów PSL
- 1. miejsce – Mistrzostwa Polski Juniorów PGS
- 1. miejsce – Mistrzostwa Polski Juniorów PSL

#### Sezon 2004/2005
- 1. miejsce – Puchar Europy /PSL/ (ROU)
- 1. miejsce – Puchar Europy /PGS/ (ROU)
- 1. miejsce – Puchar Europy /PGS/ (GRE)
- 1. miejsce – Puchar Europy /PGS/ (GRE)
- 4. miejsce – Puchar Europy /PSL/ (UKR)
- 4. miejsce – Puchar Europy /PGS/ (BUL)
- 5. miejsce – Puchar Europy /PGS/ (BUL)
- 6. miejsce – Puchar Europy /PGS/ (POL)